# María Florencia Bonsegundo
María Florencia Bonsegundo (14 de juliol de 1993, Morteros, Córdoba, Argentina) és una futbolista argentina. Juga com a migcampista i el seu equip és el Madrid CFF de la Lliga de futbol femenina. També forma part de l'equip de la selecció argentina de futbol femení.

## Trajectòria
Bonsegundo va començar a jugar al futbol a l'edat de sis anys en el seu Córdoba natal, en el club Roberto Colombo, en un equip d'homes. No obstant això es va vore obligada a deixar l'esport als 13 anys a causa de la inexistència d'una lliga femenina de futbol i a la impossibilitat de continuar competint en la lliga masculina existent. Va poder reprendre l'activitat futbolística dos anys més tard, quan va ser vista per enviats de la Selecció Nacional Argentina, de la qual forma part des de la categoria Sub-17.
L'any 2011 va jugar a la Primera Divisió del futbol femení argentí en unir-se al Club Atlético Huracán. En l'equip va jugar algunes temporades fins a recalar en l'UAI Urquiza el 2013. Allà va aconseguir tres títols (2014, 2016, 2018), i un tercer lloc en la Copa Libertadores Femenina del 2015. Va ser la capitana de l'equip capdavanter de la màxima divisió del futbol femení argentí fins que l'any 2018, després d'una gran actuació en la Copa Amèrica juntament amb la Selecció Argentina, va signar amb l'Sporting Club de Huelva de la Lliga Iberdrola. Estaría a Huelva fins 2019, quan fitxa pel València CF.
Bonsegundo va representar a Argentina en el Mundial de futbol femení sub-20 en 2012, en el qual l'equip nacional no va aconseguir cap victòria. També va participar de la Copa Amèrica Femenina en 2014 i 2018, anotant dos gols en el primer i tres en el segon. En l'última competició, va ser la capitana de l'equip nacional que va realitzar una campanya amb la que van aconseguir històriques reformes en les condicions d'entrenament i preparació que se li atorgaven a les seleccions femenines des de l'Associació de Futbol Argentina. En 2015 va formar part de la selecció argentina de futbol femení que va participar dels Jocs Panamericanos 2015, i fou una fixa de l'equip fins 2019, quan desapareix de le les convocatòries. El 2021 tornaria a ser seleccionada, mateix any que deixa un València CF immers en diversos problemes per la gestió de Peter Lim.